# Theaterkerk Nes
Theaterkerk Nes is een theater en multifunctioneel gebouw in het Friese dorp Nes. Het gebouw betreft het kerkgebouw van de voormalige gereformeerde kerk De Hoekstien (Fries voor 'De Hoeksteen'). Het is een kruiskerk met de vorm van een Grieks kruis. Op de kruising zit een vieringsdakruiter.

## Geschiedenis

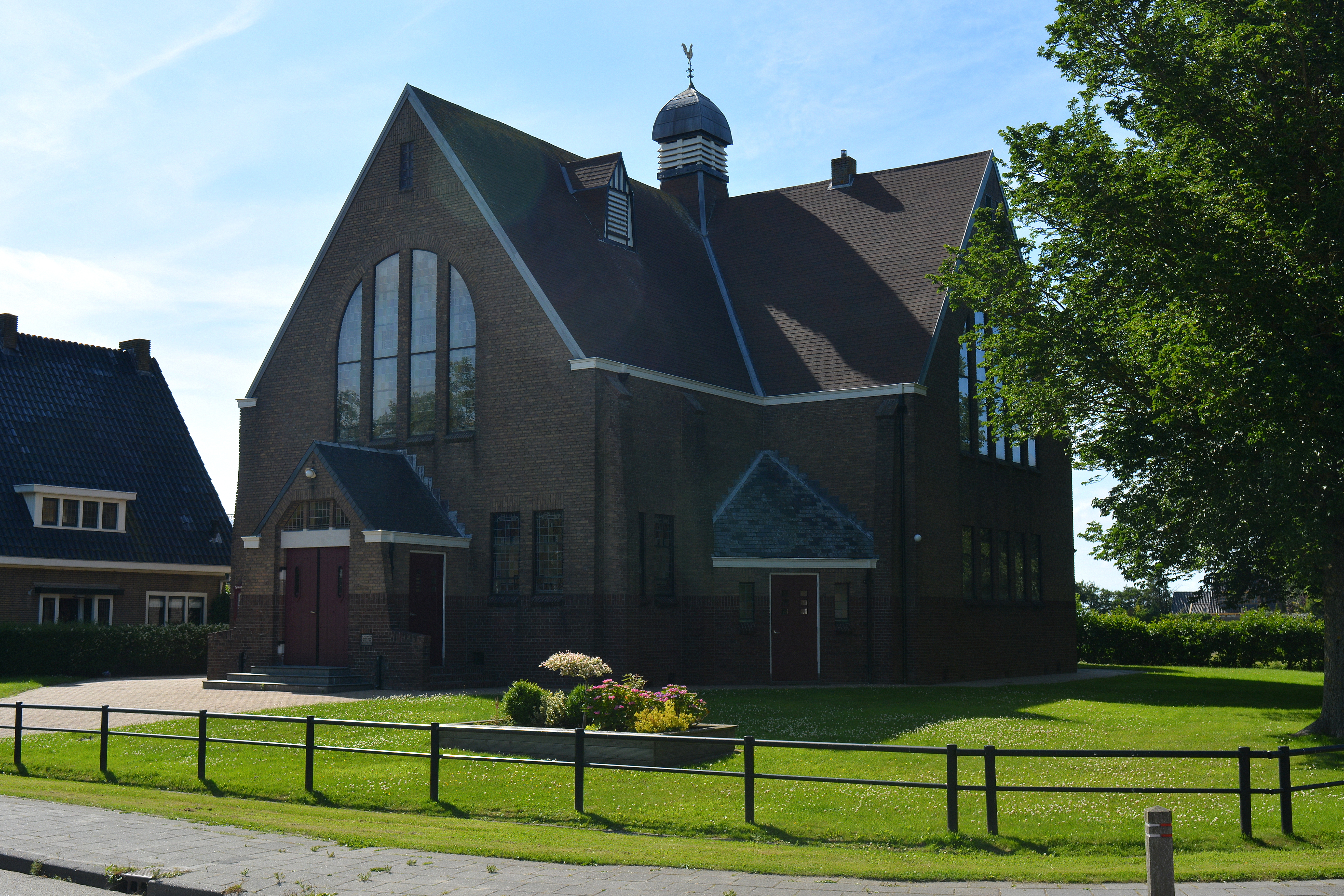
Exterieur van het kerkgebouw in juli 2017

Het kerkgebouw werd ontworpen door de Friese architect Ane Nauta. De bouw van de kerk begon in 1925 en was klaar in 1926. Op zondag 19 februari 2017 vond de laatste kerkdienst plaats in het gebouw. In 2018 werd de kerk herbestemd tot een theaterkerk, waarin naast culturele evenementen ook congressen, bruiloften en uitvaarten plaatsvinden. Voor de omvorming tot theaterkerk heeft de provincie ongeveer 15.000 euro bijgedragen.

## Afbeeldingen

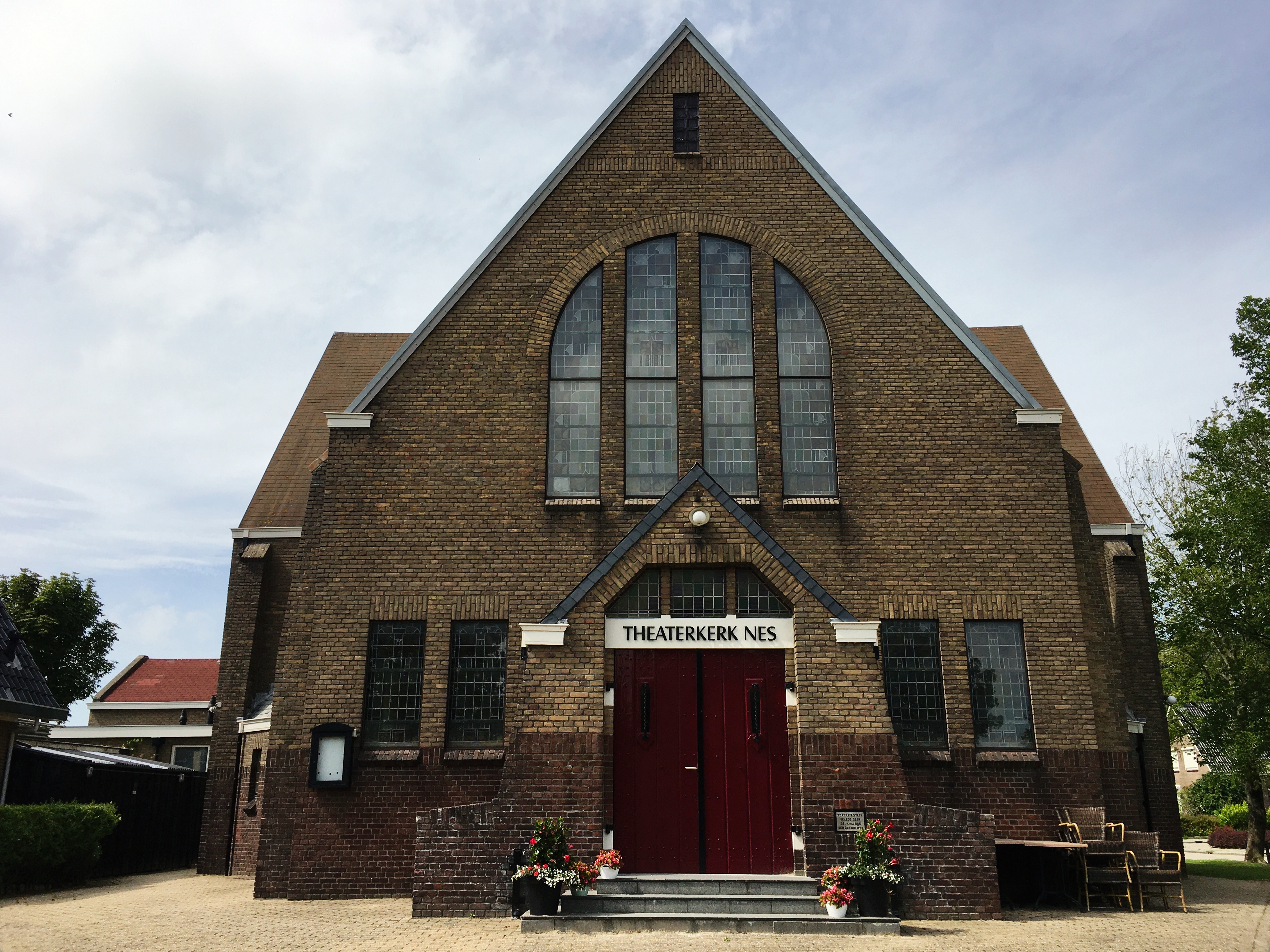
De voorgevel, gezien vanaf de Wiesterwei
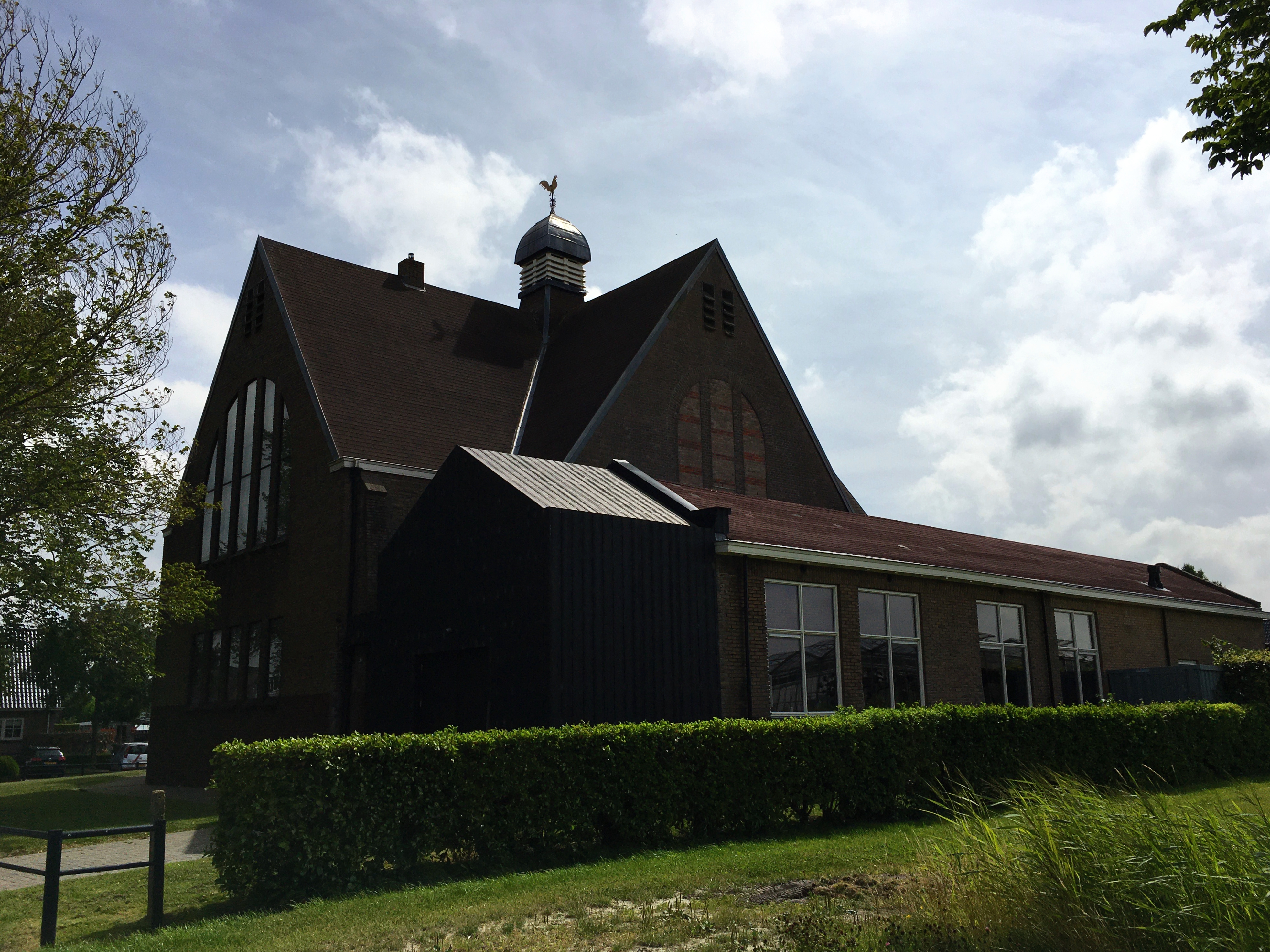
Aanzicht vanaf de Wierumwei
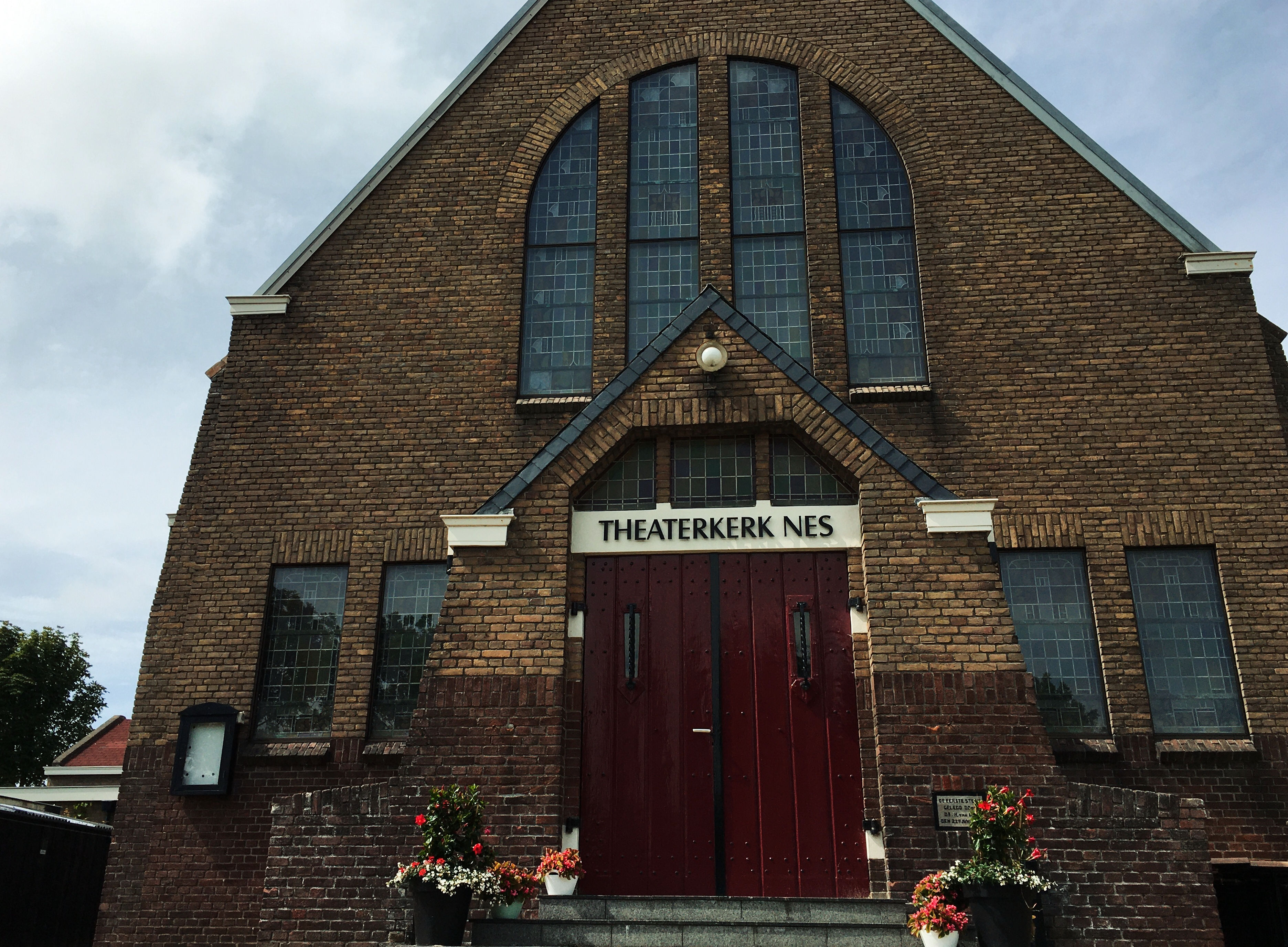
De hoofdingang van de kerk